# زابلافنويي (فولغوغراد)
زابلافنويي (بالروسية: Заплавное) هي مدينة في مقاطعة فولغوغراد أوبلاست في روسيا.
يبلغ عدد سكانها حوالي 3566 نسمة.